# Brad Maloney
Brad Maloney est un footballeur australien né le 19 janvier 1972 à Sydney. Il est milieu de terrain.

## Carrière
- 1989 : Australian Institute of Sport ( Australie)
- 1990-1991 : APIA Leichhardt Tigers Football Club ( Australie)
- 1991-1992 : Newcastle Breakers ( Australie)
- 1993 : APIA Tigers ( Australie)
- 1993-1994 : Sydney Olympic Football Club ( Australie)
- 1994 : Canterbury-Marrickville ( Australie)
- 1995 : Guangzhou Appollo ( Chine)
- 1995-2000 : Marconi Stallions Football Club ( Australie)
- 2000-2002 : Perth Glory Football Club ( Australie)
- 2002-2003 : Parramatta Power ( Australie)
- 2003-2004 : Marconi Stallions ( Australie)

## Palmarès
- Championnat d'Australie de football : 1996